# Bigfoot (cryptide)

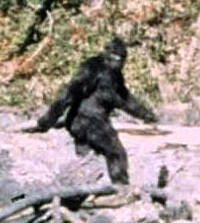
Screenshot (uitvergroot) uit het beroemde Patterson-Gimlin filmpje uit 1967.

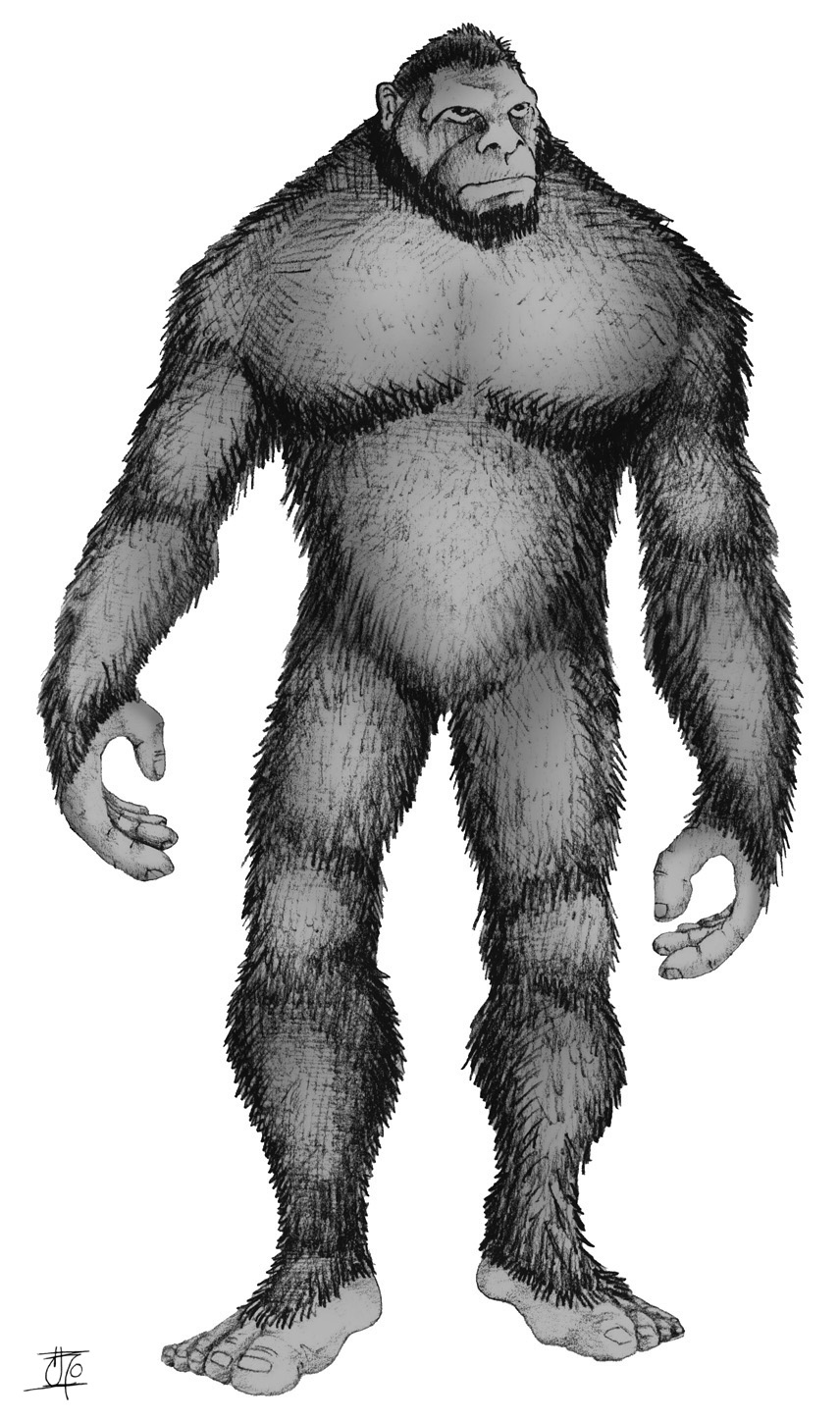
Artistieke weergave van Bigfoot

Bigfoot (de Indiaanse naam luidt Sasquatch, dat 'wildeman' betekent) is een veronderstelde primaatsoort uit de Verenigde Staten en Canada, en zou – indien hij leeft – er een zijn, die net als de mens rechtop kan lopen.
Het mogelijke bestaan van Bigfoot is een typisch onderzoeksobject van de cryptozoölogie.
Indien Bigfoot bestaat, zal hij waarschijnlijk afstammen van de Gigantopithecus uit Azië, die dan net als de mens zo'n 13.000 jaar geleden zijn weg over de ijskap tussen Noord-Azië en Canada zou hebben gebaand. Men dacht dat deze primaatsoort 13.000 jaar geleden was uitgestorven, maar de landengte naar Amerika kan een mogelijkheid geboden hebben tot een invasie van dat continent.
Regelmatig duiken verhalen op van mensen die Bigfoot menen te hebben gezien. In sommige staten van de VS zijn honderden waarnemingen geregistreerd. Ook zijn er foto's en filmfragmenten maar deze zijn aantoonbaar door de mens gemanipuleerd, net als met het Monster van Loch Ness vaak het geval is geweest. Het enige grote "bewijs" zou een filmopname uit 1967 zijn, gemaakt door Roger Patterson en Bob Gimlin, die een vrouwelijke Bigfoot tegenkwamen in een open gebied in een bos in Bluff Creek, Californië. De film Planet of the Apes was toen net in de bioscoop uitgebracht. Mogelijk hebben Patterson en Gimlin een grappenmaker weten te filmen. Aanhangers van de theorie dat Bigfoot zou bestaan, schermen met de methode waarbij een van de frames uit de film gekopieerd werd en vergeleken met een man in een apenpak. Zij stellen dat de proporties van de armen en benen nooit door een mens gekopieerd zouden kunnen worden, omdat zowel de armen als de benen langer zijn dan die van een mens.

## Ongelukken
In 2012 werd een man verkleed als Bigfoot die automobilisten wilde laten schrikken per ongeluk doodgereden in Montana (VS). En in december 2024 kwamen twee mannen uit Oregon (VS) door kou en uitputting om het leven bij een zoektocht in de bossen naar Bigfoot/Sasquatch. Hun lichamen werden drie dagen na hun vermissing gevonden.

## Ontstaan van de legende
De eerste schriftelijke vermeldingen van Sasquatch dateren uit de jaren 1920. John W. Burns was een onderwijzer en ambtenaar in het Chehalis-reservaat nabij de stad Harrison Hot Springs, in de regio Fraser Valley in de Canadese provincie Brits-Columbia. Hij verzamelde ooggetuigenverslagen van ontmoetingen en stelde de naam Sasquatch voor: een verengelsing van een woord uit de vastelanddialecten van het Halkomelem, een van de Kustsalishtalen.
De oorspronkelijke Sasquatches hadden weinig gemeen met de wezens van later in de twintigste eeuw, en waren eigenlijk reuzenindianen. Ze hanteerden vuur, spraken vlot en leefden in dorpen. Dat veranderde toen in 1957 de provinciale regering subsidies uitloofde voor projecten in het kader van de viering van het honderdjarig bestaan van Brits-Columbia. De stad Harrison Hot Springs vroeg 600 dollar voor het organiseren van een zoektocht naar de Sasquatch. De subsidie werd geweigerd, maar als publiciteitsstunt was het project bijzonder geslaagd: het haalde de voorpagina van kranten in heel Canada, en dat genereerde op zijn beurt verhalen over de hele wereld. Het was William Roe die aan de pers een ooggetuigenverslag deed (van een ontmoeting uit 1955) waaruit de hedendaagse vorm en het hedendaagse gedrag van Bigfoot zijn ontstaan: een aapachtig wezen dat bladeren eet.